# Ioannis Mitrópulos
Ioannis Mitrópulos (en grec Ιωάννης Μητρόπουλος, 1874 – després de 1896) va ser un gimnasta grec que va prendre part en els Jocs Olímpics de 1896, a Atenes.
Mitrópulos va disputar tres proves de gimnàstica, la prova individual d'anelles, la individual de barres paral·leles i la de barres paral·leles per equip. En la prova d'anelles va donar a Grècia el primer or en gimnàstica. En les barres paral·leles individuals es desconeix la posició exacta, però no aconseguí medalla, i en les barres paral·leles per equip, formant part de l'equip Ethnikos Gymnastikos Syllogos finalitzà en la tercera posició final, aconseguint una medalla de bronze.